# مكتبة مونتاجو سي بتلر
تعد مكتبة مونتاجو بتلر واحدة من أكبر مجموعات العالم في الإسبرانتو وحولها ، حيث تحتوي على 4433 عنصرًا في الكتالوج الخاص بها.

## التسمية
سميت على اسم مونتاجو سي بتلر، مؤلف عدد من الأعمال بما في ذلك خطوة بخطوة في الإسبرانتو وقاموس الإسبرانتو الإنجليزي الشامل.

## الموقع
تقع المكتبة في مبنى شيدا خصيصا لها في مكاتب جمعية الإسبرانتو البريطانية والتي تقع الآن في كلية ويدجوود التذكارية، بارلاستون، ستوك أون ترينت، ستافوردشاير ، بعد أن انتقلت من هولاند بارك ، لندن في أبريل 2001 بسبب الضغوط المالية. للحصول على المزيد من التفاصيل عن المجلدات أو المجموعات الرئيسية الأخرى، راجع مكتبة الإسبرانتو.

## روابط خارجية
- جمعية الاسبرانتو البريطانية
- مكتبة مونتاجو بتلر
- فهرس[وصلة مكسورة][ رابط معطل دائم ]